# Ted Weems
Wilfred Theodore 'Ted' Weems (Pitcairn (Pennsylvania), 26 september 1901 – Tulsa (Oklahoma), 6 mei 1963) was een Amerikaanse jazztrombonist, -violist en orkestleider.

## Biografie
Weems, geboren in Pitcairn, Pennsylvania, leerde viool en trombone spelen. De start van de jonge Ted in de muziek kwam toen hij meedeed aan een wedstrijd, in de hoop een pony te winnen. Hij won in plaats daarvan een viool en zijn ouders zorgden voor muzieklessen. Hij studeerde af aan de Lincoln School in Pittsburgh. Terwijl hij nog op school zat in Lincoln, organiseerde Weems daar een band, die aanvankelijk zelf voor instrumenten zorgde. Zijn leraar bood de jonge Ted en zijn band elk een cent aan als ze zouden spelen, als het alarm afging voor brandoefeningen. Weems bewaarde het geld van de band en bracht op zijn beurt elk bandlid een cent in rekening voor lidmaatschap. Hij gebruikte het geld om betere instrumenten te kopen dan waarmee de band begon. Toen het gezin naar Philadelphia verhuisde, ging de jonge Weems naar de West Philadelphia High School. Hij sloot zich aan bij de schoolband en werd de dirigent.
Hij studeerde aan de Universiteit van Pennsylvania, waar hij en zijn broer Art de kleine dansband All American Band formeerden. De broers zochten de meest getalenteerde universiteitsmusici voor de band. De All American Band kreeg al snel aanbiedingen om op te treden in bekende hotels in de Verenigde Staten. Weems, die oorspronkelijk van plan was civiel ingenieur te worden, voelde zich aangetrokken tot een muzikale carrière. Zijn band had een contract om vier weken in een restaurant in Philadelphia te spelen. De eigenaar kon Weems en zijn band daar vier maanden houden door Ted tot partner in zijn bedrijf te maken. Ze waren een van de bands die speelden op het openingsbal van president Warren Harding. Weems ging in 1923 professioneel en toerde voor de MCA Corporation, waar hij opnam voor Victor Records. Somebody Stole My Gal werd begin 1924 de eerste #1-hit van de band. Het verkocht meer dan een miljoen exemplaren en kreeg een gouden schijf van de RIAA.
Weems bleef bij Victor van 1923 tot 1933, hoewel de laatste 3 sessies werden uitgebracht op Victors nieuw gecreëerde Bluebird Records. Vervolgens tekende hij bij Columbia Records voor 2 sessies in 1934 en vervolgens voor Decca Records vanaf 1936. Weems schreef ook mee aan verschillende populaire liedjes, zoals The Martins and the McCoys, Jig Time, The One-Man Band, Three Shif'less Skonks en Oh, Monah!, die hij samen schreef met bandlid Country Washburn.
Weems verhuisde rond 1928 met zijn band naar Chicago. Het Ted Weems Orkest had meer succes in de hitparade in 1929 met het nieuwe nummer Piccolo Pete, waarvoor hij zijn tweede gouden plaat kreeg en de #1 hit The Man from the South. De band werd populair in de jaren 1930 van de vorige eeuw en maakte regelmatig radio-uitzendingen. Deze omvatten Jack Benny's Canada Dry-programma op CBS en NBC in de vroege jaren 1930 en het Fibber McGee & Molly-programma eind jaren 1930.
In 1936 bezorgde het Ted Weems Orkest zanger Perry Como zijn eerste nationale bekendheid. Como nam op met de band (bij Decca Records) en begon zijn lange en succesvolle carrière. Andere ontdekkingen van Weems waren onder meer fluitzanger Elmo Tanner, saxofonist en zanger Red Ingle, Marilyn Maxwell, die de band verliet voor een acteercarrière en arrangeur Joe Haymes, die de unieke jazz-noviteitstijl van de band creëerde. Weems contracteerde ook de 14-jarige buikspreker Paul Winchell, nadat hij hem had gezien bij een van de grote Bowes-toerbedrijven. Het eerste seizoen van de Beat the Band-radioshow (1940–1941) omvatte Weems en zijn orkest als onderdeel van de cast. In 1940 waren Weems en zijn orkest te zien op Beat the Band op het NBC-Red-radionetwerk.
In november 1942 meldden Ted Weems en zijn hele band zich aan bij de Amerikaanse Merchant Marine en regisseerden ze de Merchant Marine Band. Hij reorganiseerde zijn bigband in 1945 en maakte platen voor Mercury Records, waaronder de hits Peg O' My Heart en Mickey. De grootste hit in Weems' carrière was echter een heruitgave bij zijn voormalige Victor-label: de opname van Heartaches door het Weems-orkest uit 1933 stond 13 weken lang bovenaan de nationale hitlijsten.
Voor zijn sessie van 4 augustus 1933 nam Weems zes nummers op, waaronder Heartaches. Omdat Victor wilde dat de opname snel gemaakt zou worden, hadden Weems en zijn band daarvoor slechts één repetitiesessie. Weems hield aanvankelijk niet van het nummer en besloot om Elmo Tanner te laten fluiten in plaats van een zanger te gebruiken. Tijdens het repeteren kwam iemand op het idee om het nummer in een sneller tempo uit te proberen dan waarvoor het was geschreven. De opname trok na de publicatie weinig aandacht. In 1947 vond nachtjockey Kurt Webster uit Charlotte (North Carolina) het in een doos met oude platen die hij onlangs had ontvangen. Hij speelde het in de ether en de telefoons van het radiostation bleven maar rinkelen. De bellers wilden het lied nog eens horen. De gesprekken gingen verder, nu vergezeld door platenwinkels die wilden weten hoe ze kopieën van de plaat konden bestellen. Andere radiostations begonnen het lied te spelen, terwijl Victor naar zijn oude meesters zocht om kopieën te maken. Omdat het Weems-orkest ook Heartaches had opgenomen toen de band naar Decca verhuisde, besloot het bedrijf ook de versie van het nummer opnieuw uit te brengen. Heartaches stond bovenaan de hitparade op 19 april 1947, 14 jaar nadat het voor het eerst werd geregistreerd. In een interview uit 1960 vertelde bandlid Elmo Tanner dat hij en Weems niets ontvingen voor de heruitgave omdat beide mannen hun contract hadden laten verlopen terwijl ze bij de Merchant Marine zaten.
Decca Records greep het moment aan en bracht ook I Wonder Who's Kissing Her Now opnieuw uit met zang van Perry Como, wat opnieuw een grote hit werd. De nieuw gevonden populariteit van de opname uit 1933 kwam op een moment dat Weems moeite had om zijn band opnieuw op te richten. Veel oud-leden hadden andere muziekgerelateerde banen, anderen waren niet langer geïnteresseerd in optreden. Twee van zijn bandleden kwamen om tijdens de Tweede Wereldoorlog. Weems kon toen nieuwe bandleden werven en werd opnieuw gevraagd om op dezelfde locaties te spelen als voor de oorlog.
Ondanks deze plotselinge populariteit, droogden de hits op na 1947. Weems toerde tot 1953. In die tijd aanvaardde hij een positie als diskjockey in Memphis (Tennessee) en ging later naar een managementfunctie bij de hotelketen Holiday Inn. Perry Como was gastheer voor zijn oude baas Elmo Tanner en drie andere Weems-bandleden tijdens zijn Perry Como's Kraft Music Hall-show van 18 oktober 1961. Hij had met zijn zoon een talentenbureau in Dallas gerund, dat ook het hoofdkwartier van zijn band was. Weems was in Tulsa met zijn band voor een verloving op de dag dat hij ziek werd genomen. Zijn zoon Ted jr. leidde af en toe een revivalband in de jaren 1960 en 1970.

## Overlijden
Ted Weems overleed in mei 1963 op 61-jarige leeftijd aan de gevolgen van emfyseem.